# کوریون ناهاپتیان
کوریون گریگوری ناهاپتیان (ارمنی: Կորյուն Գրիգորի Նահապետյան؛ ‏ ۱۶ مارس ۱۹۲۶ – ۲۵ ژوئیهٔ ۱۹۹۹) یک نقاش، فیلسوف، جامعه‌شناس و کنشگر اجتماعی اهل ارمنستان-روسیه و از شرکت‌کنندگان نمایشگاه بولدوزر بود. وی عضو فدراسیون بین‌المللی نقاشان یونسکو بود.

## زندگی‌نامه
ناهاپتیان در روستای هاتسیک، نزدیکی لنیناکان، ارمنستان شوروی (گیومری ارمنستان کنونی) به دنیا آمد. در سال ۱۹۵۰، وی به مسکو نقل مکان نمود و در کارخانه ZiL مشغول به کار شد. ناهاپتیان مدرسه هنری را در لنیناکان و دانشکده هنری و صنعتی دانشگاه دولتی استروگانوف مسکو به پایان رسانید و وارد دوره تحصیلات تکمیلی VNIITE شد. در سال ۱۹۷۸ وی جنبش «20 Moscow painters» را بنیانگذاری نمود. در سال ۱۹۸۸ وی یکی از بنیانگذاران کمیته قره‌باغ مسکو شد. در سال ۱۹۹۹ ناهاپتیان در استادیوی خویش کشته شد و در گورستان ارامنه مسکو به خاک سپرده شد.